# Reichstagswahlkreis Königreich Sachsen 12

Die Wahlkreisaufteilung des Deutschen Reichs.

Der Reichstagswahlkreis Königreich Sachsen 12 (in der reichsweiten Durchnummerierung auch Reichstagswahlkreis 296; auch Reichstagswahlkreis Stadt Leipzig genannt) war der zwöflte Reichstagswahlkreis für das Königreich Sachsen für die Reichstagswahlen im Deutschen Reich und im Norddeutschen Bund von 1867 bis 1918.

## Wahlkreiszuschnitt
Der Wahlkreis umfasste die Stadt Leipzig ohne die Vorstädte Reudnitz, Anger-Crottendorf, Neureudnitz, Thonberg, Neuschönefeld, Neustadt, Volkmarsdorf, Lindenau, Sellershausen, Neusellerhausen, Connewitz, Lößnig, Kleinzschocher, Schleußig, Plagwitz, Gohlis und Eutritzsch. Dies entsprach 1867 ursprünglich der Stadt Leipzig.
Der Wahlkreis war eine Parteihochburg der NLP.
| Jahr | Einwohner |
| ---- | --------- |
| 1890 | 179.689   |
| 1895 | 183.133   |
| 1900 | 191.833   |
| 1905 | 188.740   |
| 1910 | 192.178   |

|      | Landwirtschaft | Industrie und Gewerbe | Handel und Dienstleistungen |
| ---- | -------------- | --------------------- | --------------------------- |
| 1895 | 1,4            | 56,2                  | 42,4                        |
| 1907 | 0,9            | 57,5                  | 41,6                        |

|      | Evangelisch | Katholisch |
| ---- | ----------- | ---------- |
| 1890 | 92,8        | 4,2        |
| 1905 | 90,2        | 5,3        |
| 1910 | 89,3        | 5,7        |

## Abgeordnete
| Wahl                                        | Abgeordneter                | Partei               | Bild |
| ------------------------------------------- | --------------------------- | -------------------- | ---- |
| Reichstagswahl Februar 1867 bis August 1867 | Karl Georg von Wächter      | fraktionslos liberal |      |
| Reichstagswahl August 1867 bis 1884         | Eduard Stephani             | NLP                  |      |
| Ersatzwahl 1875 bis 1877                    | Levin Goldschmidt           | NLP                  |      |
| Reichstagswahl 1877 bis 1884                | Eduard Stephani             | NLP                  |      |
| Reichstagswahl 1884 bis 1890                | Carl Bruno Tröndlin         | NLP                  |      |
| Reichstagswahl 1890 bis 1893                | Albert Wilhelm Gustav Goetz | NLP                  | 0    |
| Reichstagswahl 1893 bis 1903                | Ernst Hasse                 | NLP                  | 0    |
| Reichstagswahl 1903 bis 1907                | Julius Motteler             | SPD                  |      |
| Reichstagswahl 1907 bis 1918                | Johannes Junck              | NLP                  |      |

## Wahlen

### 1867 (Februar)
Es fanden zwei Wahlgänge statt. Die Zahl der abgegebenen Stimmen betrug im ersten Wahlgang 8905.
| Kandidat               | Partei       | Stimmen | in % | Anmerkungen  |
| ---------------------- | ------------ | ------- | ---- | ------------ |
| Karl Georg von Wächter | fraktionslos | 4459    | 0    | 0            |
| Eduard Stephani        | NLP          | 4307    | 0    | 0            |
| Rückert                |              | 953     | 0    | Restaurateur |
| Heinrich Wuttke        | 0            | 355     | 0    | Professor    |

In der Stichwahl betrug die Zahl der abgegebenen Stimmen 9937.
| Kandidat               | Partei       | Stimmen | in % | Anmerkungen |
| ---------------------- | ------------ | ------- | ---- | ----------- |
| Karl Georg von Wächter | fraktionslos | 5434    | 0    | 0           |
| Eduard Stephani        | NLP          | 4503    | 0    | 0           |

### 1867 (August)
Es fand nur ein Wahlgang statt. Die Zahl der gültigen Stimmen betrug 6792.
| Kandidat        | Partei | Stimmen | in % | Anmerkungen |
| --------------- | ------ | ------- | ---- | ----------- |
| Eduard Stephani | NLP    | 3407    | 0    | 0           |

### 1871
Es fand ein Wahlgang statt. 19.113 Männer waren wahlberechtigt. Die Zahl der abgegebenen Stimmen betrug 8909, 47 Stimmen waren ungültig. Die Wahlbeteiligung betrug 51,6 %.
| Kandidat        | Partei   | Stimmen | in % | Anmerkungen |
| --------------- | -------- | ------- | ---- | ----------- |
| Eduard Stephani | NLP      | 7314    | 0    | 0           |
| August Bebel    | S (Eis)  | 2477    | 0    | 0           |
| 0               | Sonstige | 18      | 0    | 0           |

### 1874
Es fand ein Wahlgang statt. 22.811 Männer waren wahlberechtigt. Die Zahl der abgegebenen Stimmen betrug 12.952, 113 Stimmen waren ungültig. Die Wahlbeteiligung betrug 57,3 %.
| Kandidat        | Partei   | Stimmen | in % | Anmerkungen |
| --------------- | -------- | ------- | ---- | ----------- |
| Eduard Stephani | NLP      | 9224    | 0    | 0           |
| August Bebel    | S (Eis)  | 3651    | 0    | 0           |
| 0               | Sonstige | 77      | 0    | 0           |

### Ersatzwahl 1875
Eduard Stephani legte das Mandat im Frühjahr 1875 aus Gesundheitsgründen nieder. Die Ersatzwahl fand am 11. Mai 1875 statt. Es fand ein Wahlgang statt. 25.840 Männer waren wahlberechtigt. Die Zahl der abgegebenen Stimmen betrug 17.803, 153 Stimmen waren ungültig. Die Wahlbeteiligung betrug 69,5 %.
| Kandidat          | Partei  | Stimmen | in % | Anmerkungen |
| ----------------- | ------- | ------- | ---- | ----------- |
| Levin Goldschmidt | NLP     | 8203    | 0    | 0           |
| August Bebel      | S (Eis) | 4018    | 0    | 0           |
| von Criegern      | Kons    | 731     | 0    | Präsident   |

### 1877
Es fand ein Wahlgang statt. 25.840 Männer waren wahlberechtigt. Die Zahl der abgegebenen Stimmen betrug 17.803, 153 Stimmen waren ungültig. Die Wahlbeteiligung betrug 69,5 %.
| Kandidat        | Partei   | Stimmen | in % | Anmerkungen |
| --------------- | -------- | ------- | ---- | ----------- |
| Eduard Stephani | NLP      | 10.776  | 0    | 0           |
| August Bebel    | S        | 3250    | 0    | 0           |
| Professor Hänel | F        | 1737    | 0    | 0           |
| 0               | Sonstige | 20      | 0    | 0           |

### 1878
Es fand ein Wahlgang statt. 27.019 Männer waren wahlberechtigt. Die Zahl der abgegebenen Stimmen betrug 20.199, 105 Stimmen waren ungültig. Die Wahlbeteiligung betrug 75,1 %.
| Kandidat        | Partei   | Stimmen | in % | Anmerkungen |
| --------------- | -------- | ------- | ---- | ----------- |
| Eduard Stephani | NLP      | 11.940  | 0    | 0           |
| August Bebel    | S        | 5822    | 0    | 0           |
| Heine           | F        | 2361    | 0    | 0           |
| 0               | Sonstige | 76      | 0    | 0           |

### 1881
Es fanden zwei Wahlgänge statt. 29.695 Männer waren wahlberechtigt. Die Zahl der abgegebenen Stimmen betrug im ersten Wahlgang 21.862, 137 Stimmen waren ungültig. Die Wahlbeteiligung betrug 74,1 %.
| Kandidat        | Partei           | Stimmen | in % | Anmerkungen |
| --------------- | ---------------- | ------- | ---- | ----------- |
| Eduard Stephani | NLP              | 8894    | 0    | 0           |
| August Bebel    | S                | 6482    | 0    | 0           |
| Dr. Mothes      | Handwerkerpartei | 4746    | 0    | Baurat      |
| Dr. Virchow     | F                | 1750    | 0    | 0           |
| 0               | Sonstige         | 11      | 0    | 0           |

In der Stichwahl betrug die Zahl der abgegebenen Stimmen 21.684, 96 Stimmen waren ungültig. Die Wahlbeteiligung betrug 73,3 %.
| Kandidat        | Partei | Stimmen | in % | Anmerkungen |
| --------------- | ------ | ------- | ---- | ----------- |
| Eduard Stephani | NLP    | 11.863  | 0    | 0           |
| August Bebel    | S      | 9821    | 0    | 0           |

### 1884
Es fand ein Wahlgang statt. 32.334 Männer waren wahlberechtigt. Die Zahl der abgegebenen Stimmen betrug 24.433, 120 Stimmen waren ungültig. Die Wahlbeteiligung betrug 75,9 %.
| Kandidat            | Partei   | Stimmen | in % | Anmerkungen |
| ------------------- | -------- | ------- | ---- | ----------- |
| Carl Bruno Tröndlin | NLP      | 12.566  | 0    | 0           |
|                     | S        | 9676    | 0    | 0           |
|                     | F        | 2161    | 0    | 0           |
| 0                   | Sonstige | 30      | 0    | 0           |

### 1887
Die Kartellparteien einigten sich auf Tröndlin als gemeinsamen Kandidaten. Es fand ein Wahlgang statt. 34.718 Männer waren wahlberechtigt. Die Zahl der abgegebenen Stimmen betrug 30.994, 147 Stimmen waren ungültig. Die Wahlbeteiligung betrug 89,7 %.
| Kandidat            | Partei   | Stimmen | in % | Anmerkungen |
| ------------------- | -------- | ------- | ---- | ----------- |
| Carl Bruno Tröndlin | NLP      | 19.520  | 0    | 0           |
|                     | S        | 10.087  | 0    | 0           |
|                     | F        | 1382    | 0    | 0           |
| 0                   | Sonstige | 5       | 0    | 0           |

### 1890
Die Kandidatenaufstellung entsprach der vorherigen Wahl. Die Kartellparteien einigten sich auf einen Kandidaten der NLP. Es fanden zwei Wahlgänge statt. 36.366 Männer waren wahlberechtigt. Die Zahl der abgegebenen Stimmen betrug im ersten Wahlgang 32.287, 90 Stimmen waren ungültig. Die Wahlbeteiligung betrug 88,8 %.
| Kandidat                    | Partei   | Stimmen | in % | Anmerkungen |
| --------------------------- | -------- | ------- | ---- | ----------- |
| Rudolf Virchow              | DF       | 1033    | 3,2  | 0           |
| Theodor Fritsch             | DS       | 2571    | 8,0  | 0           |
| Albert Wilhelm Gustav Goetz | NLP      | 15.518  | 48,2 | 0           |
| August Bebel                | SPD      | 12.921  | 40,1 | 0           |
| 0                           | Sonstige | 15      | 0,1  | 0           |

In der Stichwahl riefen die Antisemiten zur Wahl von Götz auf, die Freisinnigen unterstützten den Kandidaten der SPD. Die Zahl der abgegebenen Stimmen betrug in der Stichwahl 32.280, 134 Stimmen waren ungültig. Die Wahlbeteiligung betrug 88,8 %.
| Kandidat                    | Partei | Stimmen | in % | Anmerkungen |
| --------------------------- | ------ | ------- | ---- | ----------- |
| Albert Wilhelm Gustav Goetz | NLP    | 17.465  | 54,3 | 0           |
| August Bebel                | SPD    | 14.681  | 45,7 | 0           |

### 1893
Die Kandidatenaufstellung entsprach der vorherigen Wahl. Die Kartellparteien einigten sich auf einen Kandidaten der NLP. Es fanden zwei Wahlgänge statt. 37.425 Männer waren wahlberechtigt. Die Zahl der abgegebenen Stimmen betrug im ersten Wahlgang 30.480, 76 Stimmen waren ungültig. Die Wahlbeteiligung betrug 81,4 %.
| Kandidat      | Partei   | Stimmen | in % | Anmerkungen               |
| ------------- | -------- | ------- | ---- | ------------------------- |
| Otto Enke     | DS       | 7077    | 23,3 | Maurermeister aus Leipzig |
| Eugen Richter | FVP      | 698     | 2,3  | 0                         |
| Ernst Hasse   | NLP      | 10.826  | 35,6 | 0                         |
| Karl Pinkau   | SPD      | 11.784  | 38,7 | 0                         |
| 0             | Sonstige | 19      | 0,1  | 0                         |

In der Stichwahl riefen die Antisemiten zur Wahl von Hasse auf. Die Zahl der abgegebenen Stimmen betrug in der Stichwahl 30.691, 227 Stimmen waren ungültig. Die Wahlbeteiligung betrug 82,0 %.
| Kandidat    | Partei | Stimmen | in % | Anmerkungen |
| ----------- | ------ | ------- | ---- | ----------- |
| Ernst Hasse | NLP    | 16.241  | 53,3 | 0           |
| Karl Pinkau | SPD    | 14.224  | 46,7 | 0           |

### 1898
Die Kartellparteien einigten sich erneut auf einen Kandidaten der NLP. Der BdL schloss sich dem Bündnis nicht an und gab die Wahl frei. Auch DSR und NS traten nicht bei und stellten eigene Kandidaten auf. Die FVg unterstützte den Kandidaten der FVP. Es fanden zwei Wahlgänge statt. 39.825 Männer waren wahlberechtigt. Die Zahl der abgegebenen Stimmen betrug im ersten Wahlgang 30.788, 78 Stimmen waren ungültig. Die Wahlbeteiligung betrug 77,3 %.
| Kandidat                       | Partei   | Stimmen | in % | Anmerkungen         |
| ------------------------------ | -------- | ------- | ---- | ------------------- |
| Max Haedicke                   | DSR      | 6061    | 19,1 | Dr. med. in Leipzig |
| Carl August Ludwig von Munckel | FVP      | 196     | 0,7  | 0                   |
| Ernst Hasse                    | NLP      | 11.876  | 38,7 | 0                   |
| Max Lorenz                     | NS       | 809     | 2,6  | Redakteur           |
| Conrad Schmidt                 | SPD      | 11.739  | 38,2 | 0                   |
| 0                              | Sonstige | 19      | 0,1  | 0                   |

In der Stichwahl riefen die Antisemiten und der NS zur Wahl von Hasse auf. Die Zahl der abgegebenen Stimmen betrug in der Stichwahl 31.677, 213 Stimmen waren ungültig. Die Wahlbeteiligung betrug 79,5 %.
| Kandidat       | Partei | Stimmen | in % | Anmerkungen |
| -------------- | ------ | ------- | ---- | ----------- |
| Ernst Hasse    | NLP    | 17.057  | 54,2 | 0           |
| Conrad Schmidt | SPD    | 14.407  | 45,8 | 0           |

### 1903
NLP, Konservative und DR einigten sich auf einen Kandidaten der NLP. Der auch vom Mieterverein der Stadt Leipzig unterstützt wurde. Die Freisinnigen unterstützen den Kandidaten des NS. Die FVg unterstützte den Kandidaten der FVP. Es fanden zwei Wahlgänge statt. 42.194 Männer waren wahlberechtigt. Die Zahl der abgegebenen Stimmen betrug im ersten Wahlgang 34.581, 105 Stimmen waren ungültig. Die Wahlbeteiligung betrug 82,0 %.
| Kandidat          | Partei   | Stimmen | in % | Anmerkungen |
| ----------------- | -------- | ------- | ---- | ----------- |
| Ernst Hasse       | NLP      | 14.725  | 42,7 | 0           |
| Hermann Böthke    | NS       | 3333    | 9,7  | 0           |
| Felix Porsch      | Zentrum  | 252     | 0,7  | 0           |
| Johannes Motteler | SPD      | 16.140  | 46,8 | 0           |
| 0                 | Sonstige | 26      | 0,1  | 0           |

Die Zahl der abgegebenen Stimmen betrug in der Stichwahl 36.453, Die Wahlbeteiligung betrug 86,4 %.
| Kandidat          | Partei | Stimmen | in % | Anmerkungen |
| ----------------- | ------ | ------- | ---- | ----------- |
| Ernst Hasse       | NLP    | 16.314  | 45,1 | 0           |
| Johannes Motteler | SPD    | 19.839  | 54,9 | 0           |

### 1907
Die Antisemiten bemühten sich um Unterstützung für den Grafen Reventlow als rechten Kandidaten, entschieden sich dann aber kurz vor der Wahl auf eine eigene Kandidatur zu verzichten. Bis auf die Zählkandidatur des Zentrums unterstützen daher alle bürgerlichen Parteien den NLP-Kandidaten. Es fand ein Wahlgang statt. 42.935 Männer waren wahlberechtigt. Die Zahl der abgegebenen Stimmen betrug 38.786, 149 Stimmen waren ungültig. Die Wahlbeteiligung betrug 90,3 %.
| Kandidat           | Partei   | Stimmen | in % | Anmerkungen |
| ------------------ | -------- | ------- | ---- | ----------- |
| Johannes Junck     | NLP      | 24.044  | 62,2 | 0           |
| Heinrich Lange     | SPD      | 14.366  | 37,2 | 0           |
| Matthias Erzberger | Zentrum  | 215     | 0,6  | 0           |
| 0                  | Sonstige | 55      | 0,1  | 0           |

### 1912
Junck stieß bei den Konservativen auf Widerspruch. Diese stellten jedoch keinen eigenen Kandidaten auf. Stell dessen nominierte eine „Nationale-Wähler-Versammlung“ den parteilosen Marinepfarrer Wangemann, der dann die Unterstützung der Konservativen, des BdL und der DR erhielt. Es fanden zwei Wahlgänge statt. 45.705 Männer waren wahlberechtigt. Die Zahl der abgegebenen Stimmen betrug im ersten Wahlgang 39.515, 217 Stimmen waren ungültig. Die Wahlbeteiligung betrug 86,5 %.
| Kandidat           | Partei    | Stimmen | in % | Anmerkungen |
| ------------------ | --------- | ------- | ---- | ----------- |
| Johannes Junck     | NLP       | 18.190  | 46,3 | 0           |
| Matthias Erzberger | Zentrum   | 105     | 0,3  | 0           |
| Max Cohen-Reuß     | SPD       | 17.525  | 44,6 | 0           |
| Johannes Wangemann | Parteilos | 3424    | 8,7  | 0           |
| 0                  | Sonstige  | 55      | 0,1  | 0           |

Die Zahl der abgegebenen Stimmen betrug in der Stichwahl 340.709, 244 Stimmen waren ungültig. Die Wahlbeteiligung betrug 89,1 %.
| Kandidat       | Partei | Stimmen | in % | Anmerkungen |
| -------------- | ------ | ------- | ---- | ----------- |
| Johannes Junck | NLP    | 21.567  | 53,3 | 0           |
| Max Cohen-Reuß | SPD    | 18.898  | 46,7 | 0           |